# Данилов, Григорий Данилович (писатель)
Григорий Данилович Данилов — удмуртский советский писатель, поэт и прозаик, журналист, педагог.

## Биография
Григорий Данилович Данилов родился в деревне Выльгурт Можгинского района Удмуртской АССР в семье колхозника. В 1953 году окончил Можгинское педагогическое училище, а в 1958 году — Удмуртский государственный педагогический институт (УГПИ; ныне — Удмуртский государственный университет). По окончании вуза вернулся в Можгу, где преподавал удмуртский язык и литературу в педучилище, работал литсотрудником в местной газете «Ленинское знамя», а также инструктором в обществе слепых.
За период своей педагогической деятельности в Можгинском педучилище Григорий Данилович являлся руководителем литературного кружка. Среди будущих известных удмуртских писателей азы литературного творчества у Данилова получили Владимир Самсонов, Юлия Байсарова, Ульфат Бадретдинов, Анатолий Леонтьев, Семён Карпов и другие.
Свой творческий путь Данилов начал как поэт: он писал фельетоны и сказки в стихах; особое признание получил как автор прозы для детей и юношества. Его произведения учат любить труд, быть честными и преданными Родине, беречь природу, высмеивают бездельников и лентяев. В 1976 году Григорию Данилову было поручено написание книги о Можге к её 50-летнему юбилею.

## Избранные издания
- Данилов Г. Д. и Леонтьев А. К. Чагыр сюрес (удм.). — Ижевск: Удмуртия, 1974. — 60 с.
- Данилов Г. Д. Можга. — Ижевск: Удмуртия, 1976. — 176 с.
- Данилов Г. Д. Ӵуказе лыктоз. Веросъёс (удм.). — Ижевск: Удмуртия, 1978. — 80 с.
- Данилов Г. Д. Усьыло ӵужектэм куаръёс. — Веросъёс (удм.). — Ижевск: Удмуртия, 1981. — 160 с.
- Данилов Г. Д. Табань сиён нуналэ. — Кылбуръёс но выжыкыл-поэма (удм.). — Ижевск: Удмуртия, 1982. — 28 с.
- Данилов Г. Д. Кырӟамтэ кырӟан: Повестьёс (удм.). — Ижевск: Удмуртия, 1991. — 312 с. — ISBN 5-7659-0221-9.
- Данилов Г. Д. Пинал мылкыд — юмал йӧлпыд: Повесть (удм.) / Йылпумъян кыл гожтӥз А. А. Ермолаев. — Ижевск: Удмуртия, 2005. — 148 с. — (Школьной библиотека). — ISBN 5-7659-0291-X.